# Videm pri Temenici
Videm pri Temenici – wieś w Słowenii, w gminie Ivančna Gorica. W 2018 roku liczyła 14 mieszkańców.